# Xyris hatschbachii
Xyris hatschbachii là một loài thực vật hạt kín trong họ Hoàng đầu. Loài này được L.B. Sm. & Downs miêu tả khoa học đầu tiên năm 1960.